# Iván Arancibia
Iván Jesús Arancibia Navarro (Valparaíso, 12 de febrero de 1952 - Viña del Mar, 27 de diciembre de 2011) fue un profesor de física chileno que el 17 de diciembre de 1999 asesinó a dos docentes y a su propia hija en dos establecimientos educacionales de Valparaíso, efectivamente cometiendo el primer tiroteo escolar en la historia de Chile. 
Tras ser procesado legalmente y sobreseído por causa de una psicosis, estuvo internado en una institución de cuidado médico por varios años antes de ser liberado. Terminó su vida en 2011 al asfixiarse con una bolsa de plástico. 

## Biografía
Nació en Valparaíso, hijo de Sergio Arancibia y Norma Navarro, pareja quien terminó divorciándose, tras lo cual su madre entró en otro matrimonio y tuvo otro hijo. De acuerdo a su vecina, esto causó una autopercepción de rechazo de parte de Arancibia. Su hermano Sergio, tras pasar por un divorcio, terminó suicidándose. Desde joven, tuvo una personalidad retraída, con un interés especial en las ciencias, por lo cual estudió pedagogía en física en el Instituto Pedagógico de su natal Valparaíso. Ya titulado, se casó con la profesora básica Gabriela Chandía, con la que tuvo tres hijos.
En 1976, durante plena dictadura militar, Arancibia se exilió en Suecia, donde trabajó como docente y se especializó en análisis de sistemas en la Universidad de Gotemburgo, mientras que Chandia se quedó en Chile para terminar sus estudios. Tras una breve estancia en Ecuador, regresó a su país en 1989, donde, ya separado de su esposa, retomó su relación con Heidi Aguad, estudiante de pedagogía en ciencias naturales de la Universidad de Chile en Valparaíso que conoció antes de casarse.
Fruto de esta nacería, en 1996, su hija Tamara. En 1991 Arancibia ingresó a la dotación docente de la Corporación Municipal de Valparaíso (CMV).
Iván Arancibia era descrito como un hombre inteligente, introvertido, perfeccionista, extremadamente meticuloso, aficionado al orden y la limpieza, preocupado por la ética y los valores tradicionales, aunque a menudo dado a comentarios inapropiados, y con un marcado complejo de superioridad debido a sus excepcionales aptitudes intelectuales y científicas.
Como profesor de física y matemáticas se caracterizaba por su estricta disciplina y, sobre todo, por su excesivo rigor académico, lo que había dejado a muchos de sus alumnos con promedios de notas prácticamente irrecuperables. Debido a múltiples quejas por parte de estudiantes y apoderados recibidas entre junio y septiembre de 1999, en octubre de ese año la Corporación Municipal de Valparaíso decidió apartar a Arancibia de sus funciones académicas para que pasara a desempeñar labores administrativas, como coordinador del área de ciencias sociales. Arancibia, sin embargo, se negó a acatar la decisión y presentó una queja ante el Colegio de Profesores, así como un recurso de protección ante la Corte de Apelaciones de Valparaíso.
De acuerdo a Bloomberg News, es posible que se haya inspirado por la Masacre de la Escuela Secundaria de Columbine, la cual había ocurrido solo ocho meses previamente.
El 16 de diciembre de 1999, un día antes del ataque, Arancibia se presentó en la redacción del diario La Estrella de Valparaíso para denunciar públicamente su situación laboral. Arancibia declaró haber sido "humillado" simplemente por exigirles disciplina a sus alumnos, y que el director del establecimiento educacional en el que trabajaba lo había apartado de la docencia contraviniendo un fallo de la Inspección del Trabajo en su favor, decretado en noviembre. Cuando el reportero que lo entrevistó le preguntó el nombre de la institución en la que trabajaba, Arancibia respondió: "Ya lo va a saber".

## Tiroteo
Aproximadamente a las 9 de la mañana del 17 de diciembre de 1999, Iván Arancibia acudió a la facultad de ingeniería de la Universidad Católica de Valparaíso para sacar cerca de 200 fotocopias de un panfleto de su autoría, que luego distribuyó entre el alumnado de la facultad, en el que aseguraba haber diseñado una forma de generar energía gratuita aprovechando la fuerza del agua.
Después de este curioso episodio, que ya daba muestras claras de su deteriorado estado mental, a las 11:15 se presentó en el Liceo B-29 (actual Liceo Bicentenario) de Valparaíso, su lugar de trabajo. Esa mañana el establecimiento estaba siendo usado como una de las sedes para rendir la Prueba de Aptitud Académica. Arancibia iba acompañado de su hija Tamara, de tres años, y cargaba con dos cajas envueltas en papel de regalo.
Tras permitírsele la entrada al liceo, a pesar de que ese día no le correspondía trabajar, Arancibia se dirigió junto a su hija al despacho del director del establecimiento, Eliseo Nogué Gutiérrez. Éste se negó a recibirlo, por lo que, luego de un breve intercambio de palabras, Arancibia extrajo de los paquetes una pistola Lorcin de 7,65 mm (que había comprado apenas dos semanas antes) y un cargador de seis balas y asesinó a Nogué de dos tiros en el tórax y uno en la cabeza. A continuación, procedió a matar también a su propia hija de un balazo en el pecho y otro en la cabeza. Prácticamente nadie escuchó los disparos, ya que Arancibia utilizó una bolsa de basura como silenciador. Aunque se teoriza que mató a su hija después de Nogué para evitarle "futuros sufrimientos" causados por las acciones de su padre, también es posible que la asesinó antes de Nogué para demostrar que sus amenazas eran en serio. Los cadáveres de Eliseo Nogué y Tamara Arancibia serían descubiertos recién a eso de las 11:40.
A las 11:20 Arancibia enfiló a pie hacia el Liceo Eduardo de la Barra, en cuyas dependencias se encontraba la sede de la Corporación Municipal de Valparaíso. Portando un solo paquete, a las 11:30 ingresó a la oficina del director de educación de la CMV, Luis Inocencio Alvear. Repitiendo el método anterior, Arancibia sacó la pistola oculta en la caja de regalos y, en frente de los horrorizados funcionarios que se hallaban allí, mató a Inocencio de cuatro balazos a quemarropa, tres de ellos en el tórax y uno en la cabeza.
En medio del pánico y la confusión, Arancibia irrumpió finalmente en el gabinete del gerente de la CMV, Víctor Quezada, al que encañonó con su pistola. No obstante, al darse cuenta de que ya había usado 11 balas y solo le quedaba una más en cargador, a las 11:32 el profesor decidió suicidarse de un tiro dentro de su boca. Pero, a pesar de provocarle una grave pérdida de masa encefálica, el disparo no lo mató y, tras permanecer dos meses internado en el Hospital Carlos van Buren de Valparaíso, Arancibia consiguió recuperarse milagrosamente (aunque perdiendo la visión en un ojo).
En el momento en que ocurrían los hechos, el entonces alcalde porteño Hernán Pinto se encontraba en una plaza cercana, realizando una actividad navideña con menores de escasos recursos. Mientras pronunciaba su discurso, Pinto comentó en tono de broma "¿Qué estarán haciendo estos malulos?" al oír las sirenas de los vehículos policiales, suponiendo erróneamente que el origen del tumulto se debía a alguna jugarreta de despedida realizada por estudiantes de último año.

### Víctimas
- Eliseo Francisco Nogué Gutiérrez (58 años), nacido en Santiago, se desempeñaba como director del Liceo B-29 desde 1994. Estaba casado, tenía cinco hijos y más de tres décadas de experiencia como profesor. A su funeral asistió el entonces candidato presidencial Ricardo Lagos, en su calidad de exministro de Educación y fundador del PPD, partido en el que militaba Nogué.
- Verónica Tamara Arancibia Aguad (3 años) era la hija menor de Iván Arancibia, la única que concibió con su entonces pareja Heidi Aguad. Tamara vivía con sus padres y sus dos hermanastros, nacidos del anterior matrimonio de su madre.
- Luis Agustín Inocencio Alvear (49 años) era director del área de educación de la Corporación Municipal de Valparaíso desde 1990, tras haber sido represaliado por la dictadura de Pinochet. Estaba casado y tenía tres hijos.

## Proceso legal y muerte
El 20 de diciembre de 1999, cuando todavía se recuperaba en el hospital de su intento de suicidio, Arancibia fue encargado reo y luego fue procesado por dos cargos de homicidio y uno de parricidio.
En mayo de 2000, diversos peritajes psiquiátricos realizados a Arancibia lo declararon enajenado mental y, por lo tanto, inimputable. A pesar de la reapertura del caso en agosto de 2000, por orden de la Corte de Apelaciones de Valparaíso, el 7 de septiembre de 2001 Arancibia fue sobreseído de forma definitiva por la jueza Jaquelinne Nash al determinarse que padecía de psicosis delirante y por lo tanto no autor de sus propias acciones. Alejandro Nogué, hijo de Eliseo Nogué, criticó esta decisión, citando que debería estar encarcelado y que "prácticamente se ha victimizado al profesor Arancibia por su estado de salud".
Estuvo internado por varios años en el Hospital Psiquiátrico Dr. Philippe Pinel de Putaendo y, tras recibir el alta en 2007, se mudó a casa de sus padres, en Viña del Mar. Allí fue donde, la mañana del 27 de diciembre de 2011, se suicidó asfixiándose con una bolsa de plástico en la cabeza y amarrándola alrededor de su cuello.

## En los medios
- El caso fue recreado en el capítulo "El profesor Arancibia" (2002) del programa televisivo Enigma, de TVN.
- También sirvió de inspiración para el capítulo "Un día de furia" (2017) de la serie Irreversible, de Canal 13, en el que un profesor, tras haber sido despedido injustamente, asesina a tres personas en la escuela en la que trabaja para luego intentar suicidarse.